# Jana Boková
Jana Boková (* 1948 Praha) je česká dokumentaristka a režisérka, která od emigrace v roce 1968 žije a tvoří v zahraničí. Je považována za pokračovatelku dokumentárního směru cinéma vérité.

## Život
Studovala dějiny umění na Karlově Univerzitě v Praze. V srpnu 1968 odjela na konferenci studentů umění v Rakousku a již se do Československa nevrátila. Emigrovala do Francie, kde studia dokončila na pařížské Sorbonně - získala doktorát v oboru umění se specializací na fotografii a surrealismus. Poté odjela do Spojených států, kde fotografovala pro různé časopisy, např. Rolling Stone.
Po návratu do Evropy studovala v Londýně na National Film and Television School. Její první školní film pedagogicky vedl známý francouzský filmař Jean Rouch. Již její debut z roku 1975 o životě barové zpěvačky a striptérky v Londýně Militia Battlefield byl distribuován i ve Francii, sklidil mimořádný ohlas a vyhrál hlavní cenu za debut na festivalu v Hyères.V Británii se usadila na řadu let, točila hlavně dokumentární filmy pro britskou televizi BBC. Řada jejích dokumentů od 80. let je věnována hispánské kultuře: nejúspěšnější byl film Havana z roku 1990. Natočila také filmy o Anthony Quinnovi (Quinn Running) a Ericu Claptonovi (Eric Clapton & Friends) a dva celovečerní hrané filmy.
Žije střídavě v Londýně, Paříži a Buenos Aires a své filmy točí v angličtině, francouzštině a španělštině; dokument Bye Bye Shanghai vyprávějící o osudech českých emigrantů natočila v češtině. V roce 2002 měla retrospektivní přehlídku v Cinémathèque Française, v roce 2018 v Muzeu kinematografie v Buenos Aires.
Na MFF Karlovy Vary byl v roce 1999 uveden její celovečerní film Deník na povídku a v roce 2006 dokument Tango Salon. V roce 2012 byly její filmy promítány v Národním filmovém archivu v Praze. Součástí promítání jejích filmů Havana a Tango Salon v Českém centru v Londýně byl i rozhovor s dokumentaristkou.

## Filmografie

### Výběr z dokumentárních filmů
- Militia Battlefield (1975)
- Just one more war (1977)
- Marevna and Marika (1977–78)
- Living Room (1978)
- Blue Moon (1980)
- Quinn Running (1980)
- Sunset People (1983)
- An Andalucian Journey (1985)
- Tango Mio (1985)
- Havana (1990)
- An Argentinian Journey (1992)
- Avignon (1999)
- Mexico (2000)
- Eric Clapton & Friends (2002)
- Tango Salon (2004)
- Bye Bye Shanghai (2008)

### Hrané filmy
- Hôtel du Paradis (1986)
- Diario para un cuento (Deník na povídku, 1998)